# Вътрешен глас
„Вътрешен глас“ е български игрален филм (драма) от 2008 година на режисьора Милена Андонова, по сценарий на Красимир Крумов. Оператор е Иван Тонев. Музиката във филма е композирана от Константин Цеков.

## Любопитно
Във филма е използвана песента на ФСБ „Не така“, музика Румен Бояджиев и Константин Цеков, текст Даниела Кузманова.
Филмът е сниман в с. Радотина, Кремиковския манастир „Св. Георги Победоносец“ и Ботевград.

## Сюжет
Григор – невзрачен, наивен човек, когото всички подигравателно наричат Гринго, започва да чува глас. Този глас твърди, че представлява по-истинската част от него. И започва да го подтиква да отмъсти за незаслужените унижения и насилие, на които постоянно е подлаган. По този начин ще скъса с остарелите предразсъдъци, ще стане нов човек. Григор се съпротивлява, но дали може да устои на изкушението и истината за злото? Гласът замлъква, когато престъплението е извършено. Дали го е извършил самият Григор? И какъв човек е той след това ? .

## Актьорски състав
| В ролите                | Изпълнител         |
| ----------------------- | ------------------ |
| Григор „Гринго“         | Цветан Алексиев    |
| Велика                  | Ангелина Славова   |
| майката на Григор       | Цветана Гълъбова   |
| игуменката              | Невена Мандаджиева |
| бай Митко               | Димитър Терзиев    |
| Алекси                  | Воийл Христов      |
| Вероника                | Цветомира Христова |
| Славянка                | Мирослава Гоговска |
| следовател Григоров     | Георги Спасов      |
| доктор Кадиев           | Иван Панев         |
| мъжът с тъмни очила     | Момчил Карамитев   |
| адвокат Калинов         | Красимир Недев     |
| подпалвач               | Христо Петков      |
| бай Танас               | Любомир Ралчев     |
| послушничка в манастира | Майя Остоич        |
| послушничка в манастира | Росица Обрешкова   |
| шофьор на камион        | Цветан Даскалов    |
|                         | Невена Андонова    |